# Middle Class Rut
Middle Class Rut, ook wel bekend als MC Rut, is een Amerikaanse rockband bestaande uit zanger en gitarist Zack Lopez en drummer en tevens zanger Sean Stockham. De band werd opgericht in december 2006 in de Californische stad Sacramento. Na diverse extended plays werd in oktober 2010 het eerste studioalbum van de band uitgebracht: No Name No Color. In juni 2013 verscheen Pick Up Your Head, het tweede studioalbum van Middle Class Rut.

## Geschiedenis
Lopez en Stockham richten in 2006 Middle Class Rut op na het opheffen van de band Leisure in 2003, waar ze beiden deel van uitmaakten sinds hun tienerjaren. In de herfst van 2007 ging de band samen met de bands Receiving End Of Sirens en Envy On The Coast op tournee. In juli en oktober 2008 ging de band tevens met Burning Brides op tournee.
De band bracht in begin 2008 twee extended plays uit: Middle Class Rut: Blue EP, Middle Class Rut: Red EP. Later in het jaar werd het gelimiteerde Busy Bein' Born/All Walks of Life in het Verenigd Koninkrijk uitgebracht. In hetzelfde jaar ontdekte BBC Radio 1-dj Zane Lowe de band, het nummer Busy Bein' Born werd door hem uitgeroepen tot single van de week. De band stond tevens in het tijdschrift NME en er werden vijf optredens gegeven in Londen.
Tijdens een concert in Sacramento kondigde Lopez aan dat er een debuutalbum van de band onderweg is, welke uiteindelijk werd uitgebracht op 4 oktober 2010 in de Verenigde Staten en op 22 november 2010 in het Verenigd Koninkrijk. Een tweede studioalbum volgde in 2013.
Voor Record Store Day 2014 bracht de band de extended play Factories/Indians uit met daarop twee nummers die niet eerder zijn uitgebracht.

## Discografie

### Studioalbums
- No Name No Color (2010)
- Pick Up Your Head (2013)

### Extended plays
- Middle Class Rut: Blue EP (2008)
- Middle Class Rut: Red EP (2008)
- Busy Bein' Born/All Walks of Life (2008)
- Busy Bein' Born/Start to Run (2009)
- 25 Years (2009)

### Singles
- All Walks of Life (2008)
- I Guess You Could Say (2009)
- Hurricane (2011)
- New Low (2010)
- Busy Bein' Born (2011)
- Are You on Your Way (2012)
- Aunt Betty (2013)
- Dead Eye (2013)
- Pick Up Your Head (2014)
- Factories/Indians (2014)